# Franz-Senn-Hütte

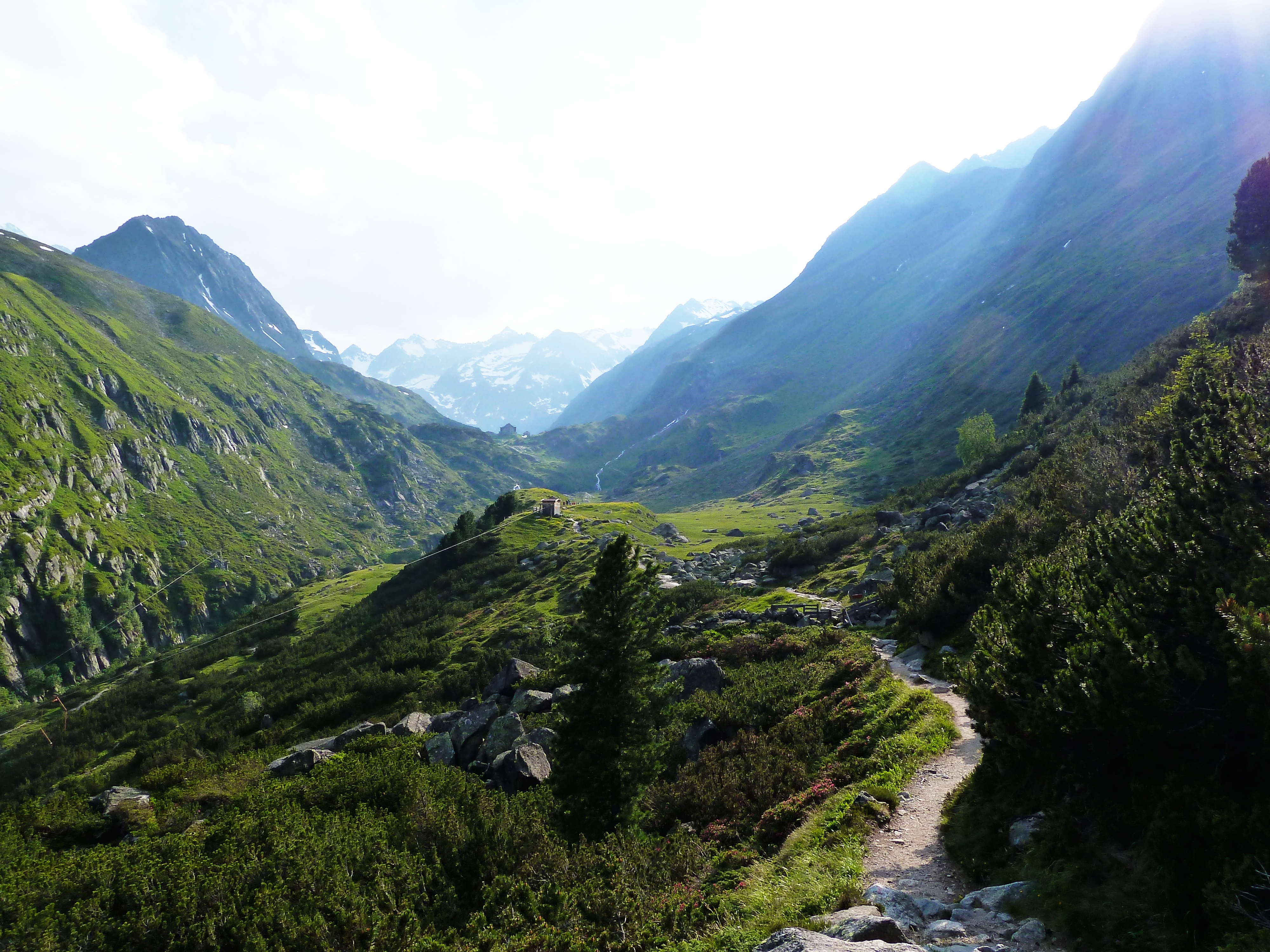
Aufstieg zur Hütte

Die Franz-Senn-Hütte ist eine Alpenvereinshütte der Kategorie I der Sektion Innsbruck des Österreichischen Alpenvereins. Sie liegt auf 2147 m ü. A.

## Geschichte
Die Hütte wurde nach Franz Senn, dem Pfarrer von Neustift im Stubaital und Mitbegründer des Deutschen Alpenvereins, benannt. Erbaut wurde die Hütte im Jahr 1885, seitdem erfolgte in den Jahren 1907, 1932 und 1960 mehrfach eine Erweiterung. 1907 wurde auch der heutige Zugangsweg von der Oberissalm für die Versorgung durch Saumtiere ausgebaut. Während des Zweiten Weltkriegs war die Hütte geschlossen und wurde durch die Wehrmacht als Hochgebirgsschule für Gebirgsjäger genutzt. Während dieser Zeit entstand auch eine Materialseilbahn, die seitdem für die Versorgung genutzt wird. 

## Aufstieg
- Neustift im Stubaital (994 m, 1154 Höhenmeter, Gehzeit: ca. 4½ Stunden)
- Oberiss Alm (1742 m, 402 Höhenmeter, Gehzeit: ca. 1½ Stunden)

## Gipfeltouren von der Hütte
- Ruderhofspitze (3474 m, Höhenunterschied 1327 m, einfache Gehzeit ca. 5 Stunden, Hochtour)
- Lisenerspitze (3230 m, Höhenunterschied 1080 m, einfache Gehzeit ca. 3½ Stunden, Gletschertour)
- Lisenser Fernerkogel (3266 m, Höhenunterschied 1150 m, einfache Gehzeit ca. 4 bis 5 Stunden, Gletschertour)
- Schafgrübler (2921 m, Höhenunterschied 780 m, einfache Gehzeit ca. 3 Stunden)
- Rinnenspitze (3000 m, Höhenunterschied 850 m, einfache Gehzeit 2½ bis 3 Stunden, am Gipfelgrat gesicherte Passagen)
- Östliche Seespitze (3416 m, beliebte aber anspruchsvolle Skitour)
- Westliche Seespitze (3355 m)
- Wildes Hinterbergl, (3288 m, viel begangene Skitour)

## Übergänge
Die Hütte liegt am Zentralalpenweg, einem österreichischen Weitwanderweg von Hainburg an der Donau nach Feldkirch.

### Hütten
- Amberger Hütte (2135 m, Gehzeit: ca. 6 Stunden)
- Potsdamer Hütte (2020 m, Gehzeit: ca. 6 Stunden)
- Neue Regensburger Hütte (2286 m, Gehzeit: circa 4 Stunden auf dem Stubaier Höhenweg)
- Starkenburger Hütte (2237 m, Gehzeit: ca. 7 Stunden auf dem Stubaier Höhenweg)
- Adolf-Pichler-Hütte (1977 m, Gehzeit: ca. 7 Stunden)
- Westfalenhaus (2273 m, Gehzeit: ca. 6 Stunden)